# پابلو سیرا (بازیکن فوتبال)
پابلو سیرا (انگلیسی: Pablo Sierra؛ زادهٔ ۳ اکتبر ۱۹۷۸) بازیکن فوتبال اهل اسپانیا است.
از باشگاه‌هایی که در آن بازی کرده‌است می‌توان به باشگاه فوتبال راسینگ سانتاندر، باشگاه فوتبال رئال مورسیا، باشگاه فوتبال آلباسته بالومپیه، باشگاه فوتبال کوردوبا، و باشگاه فوتبال آریس سالونیک اشاره کرد.